# The Palmer Files: Der Rote Tod
The Palmer Files: Der Rote Tod ist eine (Fernseh-)Verfilmung um die Gestalt des Agenten Harry Palmer, erfunden von Autor Len Deighton, aus dem Jahr 1995.

## Handlung
Harry Palmer arbeitet immer noch bei der Observationsabteilung des Geheimdienstes. Mit einem Kollegen beobachtet er die Koreanische Botschaft, vor der eine Demonstration stattfindet, die eskaliert und bei der ein russischer Wissenschaftler durch "den alte(n) bulgarische(n) Schirmtrick – eine Spezialität des KGB" zu Tode kommt.
Zu seinem Chef gerufen, erfährt Harry, dass er entlassen wird. Tief enttäuscht nimmt er die Aufforderung zu einem Treffen im Savoy-Hotel an, die ihm einen Auftrag als geheimer Ermittler einbringen soll. Mit Geld und Flugticket ausgerüstet, begibt er sich nach St. Petersburg.
Gleich nach seiner Ankunft wird er vom Flughafen abgeholt und muss in gefährlichen Verfolgungsjagden mehrfach um sein Leben fürchten. Er lässt sich aber vom russischen Wirtschaftsboss Alexej Alexejewich beauftragen, den Weg und den Kurier einer gestohlenen biologischen Waffe namens "Alorax", auch "Der rote Tod" genannt, zu ermitteln.
Mehrere alte KGB-Agenten und auch die CIA versuchen Harry zu beschatten und seinen Auftrag zu verhindern. Er erfährt, dass sich die biologische Waffe, die eigentlich aus zwei Komponenten besteht, im Zug von St. Petersburg nach Peking befinden soll. Er besteigt den Zug und trifft dort viele alte, ihm bekannten Agenten wieder, von denen jeder ein eigenes Spiel zu spielen scheint.
Harry und Nick entdecken zwar eine Komponente des "Alorax" namens A232 in einer Kiste im Gepäckwagen des Zuges, die an die nordkoreanische Botschaft in Peking adressiert ist, müssen aber, von Oberst Gradsky gezwungen, den Zug verlassen. Sie erreichen trotzdem auf abenteuerlicher Fahrt den Zug erneut und können sich wenigstens zeitweise mit Oberst Gradsky verbünden. Sie öffnen die ominöse Kiste im Gepäckwagen, leeren die darin befindlichen Flaschen und füllen diese mit einem Wodka-Ammoniak-Gemisch. Sie fragen sich aber, wer wohl die zweite Komponente zur endgültigen Herstellung der biologischen Waffe besitzt.
Harry kommt auf die Idee, in seiner Tasche das Geschenk von Louis Enkel zu prüfen. Dieser überreichte ihm im St. Petersburger Hotel das Zugticket für den "Peking Express" und eine Matrjoschka. Harry öffnet die Matrjoschka und entdeckt in ihr eine kleine Ampulle mit der Aufschrift "Peking Express". Das muss die gesuchte zweite Komponente für die Herstellung des "Alorax" sein.
In Peking angekommen, werden Harry und die anderen "Agenten" zu Kim Soo, dem Koreanischen Botschafter in China, gebracht, für den die Lieferung bestimmt war. Nur Nick setzt sich allein ab. Es stellt sich heraus, dass Kim Soo das "Alorax" gegen Rauschgift eintauscht, welches jeder der anderen Agenten für sich beansprucht. Kim Soo weiß, dass Harry im Besitz der zweiten Komponente der biologischen Waffe ist und fordert sie von ihm. Er will Harry so lange festhalten, bis beide Komponenten des "Alorax" überprüft sind. Doch Harry wird von Nick nach Russland zurückgebracht und Kim Soo muss die vorgespielte Änderung des ursprünglichen Planes akzeptieren.
Auf dem Flug nach St. Petersburg offenbart Harry Nick das Geheimnis des Austauschs der ersten Komponenten in den Flaschen der ominösen Kiste im Zug.
Damit ist die zweite Komponente, die Kim Soo nun besitzt wertlos. Er verbrennt auch die Formel für das "Alorax" vor Nicks Augen, die sich in seinem zweiten Pass hinter dem Passbild befand. Sie stammte von dem russischen Wissenschaftler, der vor der koreanischen Botschaft in London ermordet wurde und in dessen Pass versteckt war. Nick erkennt, das Harry der einzig Ehrliche unter all den Agenten und in diesem Spiel um Drogen und Waffen zu sein scheint.
Am St. Petersburger Bahnhof, auf dessen Vorplatz die Übergabe des eingetauschten Rauschgiftes stattfinden soll, kommt es durch verschiedene, sich bekämpfende Gruppen zu einem wilden Schusswechsel, an dessen Ende nur Harry, Nick, Oberst Gradsky und Natasha überleben. Der Transporter mit all dem Rauschgift geht vor aller Augen in Flammen auf. Alexej Alexejewich hat weder das Rauschgift noch das "Alorax" und gesteht Harry seine Niederlage ein, überreicht ihm aber trotzdem den versprochenen Lohn.
Harry verlässt mit den Nick den Bahnhof und plant eine Karriere in Russland …

## Produktion und Hintergrund
Autor Deighton war nicht an der Produktion dieser Filme beteiligt. Der Film basiert nicht auf einem Deighton-Roman. Im Filmvorspann wird aber explizit der Titel "Len Deighton’s Bullet to Beijing" genannt.
Michael Caine hatte die Figur erstmals 1965 in dem Kinofilm Ipcress – streng geheim dargestellt und übernahm die Rolle erneut in den Fortsetzungen Finale in Berlin (1966) und Das Milliarden-Dollar-Gehirn (1967).

## Fortsetzung
Unmittelbar folgte die Fortsetzung The Palmer Files – Herren der Apokalypse (OT: Midnight in St. Petersburg, Regie: Doug Jackson, 1996).